# 52 Pułk Piechoty (austro-węgierski)

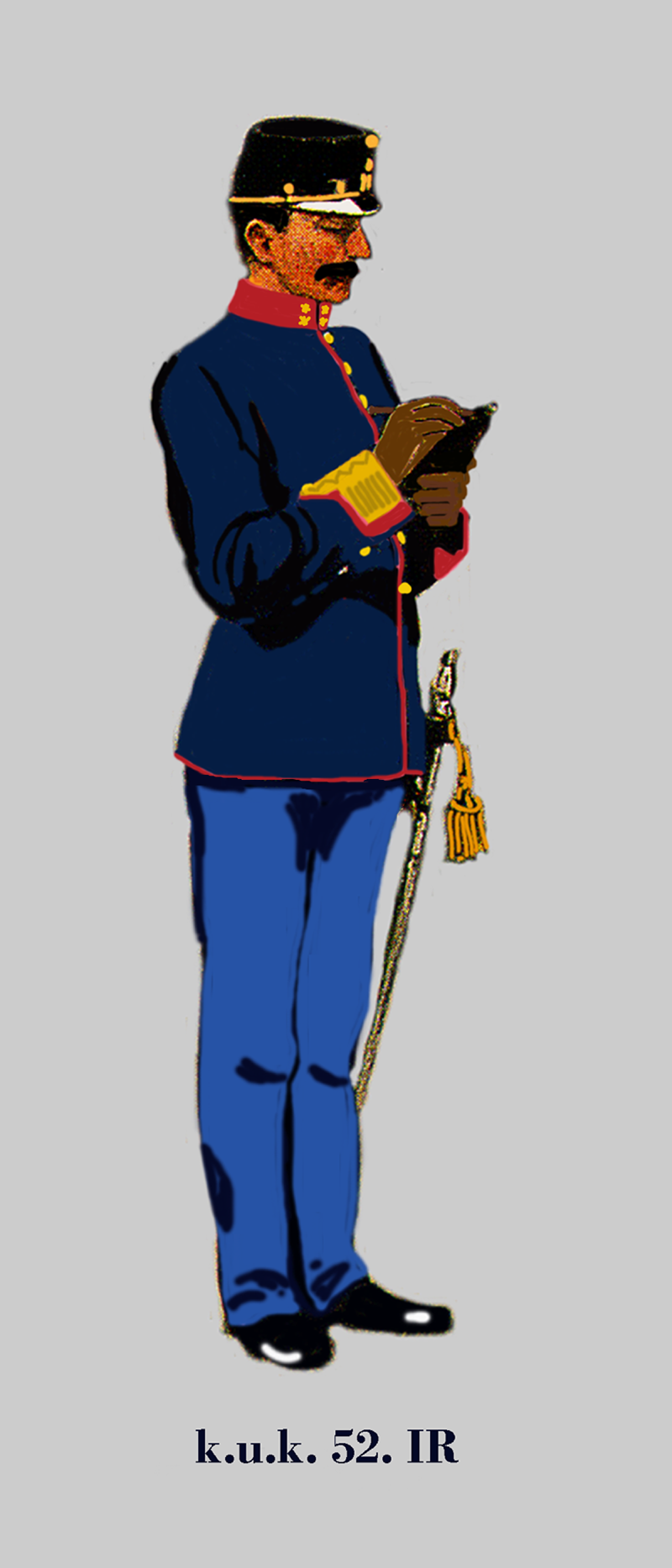
Porucznik IR. 52 w mundurze służbowym

Węgierski Pułk Piechoty Nr 52 (IR. 52) – pułk piechoty cesarskiej i królewskiej Armii. 

## Historia pułku
Pułk kontynuował tradycje pułku utworzonego w 1741 roku. 
Okręg uzupełnień nr 52 Pecz na terytorium 4 Korpusu.
Pułk obchodził swoje święto 23 marca w rocznicę bitwy pod Novarą stoczonej w 1849 roku, w czasie wojny austriacko-piemonckiej.
Kolory pułkowe: ciemny czerwony (dunkelrot), guziki złote. 
Skład narodowościowy w 1914 roku 52% – Węgrzy, 38% – Niemcy.
W 1875 sztab pułku znajdował się w Grazu, natomiast komenda rezerwowa i stacja okręgu uzupełnień w Peczu (niem. Fünfkirchen.
W latach 1903–1905 pułk stacjonował w Peczu, z wyjątkiem 3. batalionu, który stacjonował w Stolacu.
W latach 1906–1911 komenda pułku razem z 1. i 4. batalionem stacjonowała w Budapeszcie, natomiast 2. i 3. batalion zamiennie w latach 1906–1907 odpowiednio w Stolacu i Peszcie oraz w latach 1908–1911 w Peszcie i Stolacu.
W latach 1912–1914 komenda pułku razem z 1. i 4. batalionem stacjonowała w Slavonskim Brodzie (niem. Brod an der Save), 3. batalion w Peszcie, a 2. batalion był detaszowany w Dubrowniku (niem. Ragusa).
W 1914 roku pułk (bez 2. i 3. batalionu) wchodził w skład 13 Brygady Piechoty należącej do 7 Dywizji Piechoty, natomiast 2. batalion był podporządkowany komendantowi 4 Brygady Górskiej należącej do 47 Dywizji Piechoty, natomiast 3. batalion wchodził w skład 61 Brygady Piechoty należącej do 31 Dywizji Piechoty.
W czasie I wojny światowej pułk walczył z Rosjanami w Królestwie Kongresowym w lutym 1915 roku.

## Szefowie pułku
Kolejnymi szefami pułku byli:
- FZM Franz Anton Károlyi von Nagykároly (1763 – †24 VIII 1791),
- arcyksiążę Antoni Wiktor Habsburg (1791 – 1804),
- arcyksiążę, FML Franciszek Karol Habsburg (1804 – †8 III 1878),
- arcyksiążę, marszałek polny Fryderyk Habsburg (od 1879)[1].

Drugimi szefami pułku byli:
- FZM Andreas von Martonitz (1825 – †7 III 1855)
- FML Anton von Herzinger (1855 – †11 VII 1868)[1].

## Żołnierze
Komendanci pułku
- płk Anton Edler von Ballarini (1873–1876)
- płk Carl Polz von Ruttersheim (1876–1880 → komendant 33 Brygady Piechoty)
- płk Joseph Draudt von Val Tione (1880 – )
- płk Alois von Panos ( – 1899)
- płk Viktor Udvarnoky de Kis-Jóka (1899–1905 → komendant 62 Brygady Piechoty)
- płk Nikolaus Fekete de Bélafalva (1905–1908 → komendant 34 Brygady Piechoty)
- płk Franz Resch (1908–1912 → komendant 34 Brygady Piechoty)
- płk Lukas von Vuchetich (1912–1914[1])

Oficerowie
- por. Svetozar Boroević von Bojna